# Klassisches System (Französische Verteidigung)
|   | a | b | c | d | e | f | g | h |   |
| 8 |   |   |   |   |   |   |   |   | 8 |
| 7 |   |   |   |   |   |   |   |   | 7 |
| 6 |   |   |   |   |   |   |   |   | 6 |
| 5 |   |   |   |   |   |   |   |   | 5 |
| 4 |   |   |   |   |   |   |   |   | 4 |
| 3 |   |   |   |   |   |   |   |   | 3 |
| 2 |   |   |   |   |   |   |   |   | 2 |
| 1 |   |   |   |   |   |   |   |   | 1 |
|   | a | b | c | d | e | f | g | h |   |

1. e2–e4 e7–e6 2. d2–d4 d7–d5 3. Sb1–c3 Sg8–f6
Das Klassische System ist eine Variante der Französischen Verteidigung des Schachspiels. In den ECO-Codes ist die Variante unter den Schlüsseln C12 bis C14 klassifiziert.
Diese Variante war Ende des 19. sowie Anfang des 20. Jahrhunderts die gängigste Variante der Französischen Verteidigung, besonders der ehemalige Vize-Weltmeister Siegbert Tarrasch wandte sie oft an. Der erste Schachweltmeister Wilhelm Steinitz befasste sich ausgiebig mit 4. e4–e5.
Es entsteht nach den Zügen:
1. e2–e4 e7–e6 2. d2–d4 d7–d5 3. Sb1–c3 Sg8–f6
Mögliche Fortsetzungen:
4. e4–e5 (Steinitz-Variante) Sf6–d7 5. f2–f4
(5. Dd1–g4 ist der vom englischen Schachspieler Walter Gledhill angeregte Gledhill-Angriff. Im Jahre 1901 veröffentlichte er diesbezügliche Analysen im British Chess Magazine. Emanuel Lasker kommentierte diese Analysen. Nach der Standardantwort 5. … c7–c5 ist 6. d4xc5 ein Rehabilitierungsversuch.)
c7–c5
- 6. d4xc5 (von Steinitz meist gezogen)
- 6. Sg1–f3 Sb8–c6 7. Lc1–e3
  - 7. … a7–a6 nebst 8. … b7–b5
  - 7. … c5xd4
  - 7. … Dd8–b6 8. Sc3–a4 Dd8–a5+ 9. c2–c3 c5–c4 10. b2–b4

Weil Weiß seinen Läufer c1 hier zum 'schlechteren Läufer' selbst blockiert, wurde 4. Lc1–g5 im 20. Jahrhundert bevorzugt. Erst in den 1990er Jahren wurde zur Vermeidung der Rubinstein-Variante 4. e4–e5 wieder häufiger gespielt.
4. f2–f3?! (Versuch in das Blackmar-Diemer-Gambit überzugehen) d5xe4 (4. … c7–c5) 5. Lc1–g5 e4xf3 6. Sg1xf3 (Blackmar-Diemer-Gambit, Euwe-Verteidigung)
4. Lc1–g5
- 4. … d5xe4 (geht in die Rubinstein-Variante über)
- 4. … Lf8–b4 (MacCutcheon-Variante; scharfes, riskantes Spiel)
- 4. … Lf8–e7 (klassische Fortsetzung)

Das klassische 4. Lc1–g5 Lf8–e7 führt häufig nach 5. e4–e5 Sf6–d7 6. Lg5xe7 Dd8xe7 zu blockierten Bauern im Zentrum, in denen Weiß üblicherweise die Initiative auf dem Königsflügel sucht, während Schwarz durch Druck auf die weißen Zentralbauern, typischerweise mit den Zügen ... c5 sowie ... f6, um Gegenspiel bemüht ist.
Weiß stützt sein Zentrum mit 7. f2–f4 um den Schwarzen eingeengt zu halten.
Ein ernstes Problem für den Spieler mit den schwarzen Figuren ist der so genannte 'schlechte Läufer' auf c8, der manchmal bis zum Endspiel nicht zur Entfaltung gelangt, was auf gehobenem Spielniveau oft zum Partieverlust führt. Weiß hat nämlich seinen etwas 'schlechteren Läufer' gegen den besseren der schwarzen Läufer entsorgen können. Musterpartien dazu lieferte Tarrasch als Weißer 1885 in Hamburg gegen J. Noa und 1912 in San Sebastian gegen Richard Teichmann.
Für Angriffsspieler empfiehlt sich der Aljechin-Chatard-Angriff 4. Lc1–g5 Lf8–e7 5. e4–e5 Sf6–d7 6. h2–h4. Dieses Bauernopfer kann mit 6. … a7–a6 oder 6. … c7–c5 7. Lg5xe7 Ke8xe7 abgelehnt werden.